# Rustpauze; portret van de vrouw van de kunstenaar
Rustpauze; portret van de vrouw van de kunstenaar (Russisch: Отдых. Портрет жены художника) is een schilderij van de Russische kunstschilder Ilja Repin, geschilderd in 1882, olieverf op linnen, 143 x 94 centimeter groot. Het toont Repins vrouw Vera Zjevtsova terwijl ze slaapt in een stoel. Het schilderij bevindt zich in de collectie van de Tretjakovgalerij te Moskou.

## Vera Sjevtsova
Vera Sjevtsova (1855-1918) was de dochter van professor Aleksej Sjevtsov, die doceerde aan de Koninklijke Kunstacademie van Sint-Petersburg. Repin was daar student van 1864 tot 1870 en ontmoette Vera al aan het begin van zijn studie, toen ze negen jaar oud was. Enkele jaren later, in de tijd dat Sjevtsova het Mariinski Instituut voor Adellijke Meisjes bezocht, werd ze verliefd op hem tijdens een poseersessie en in 1872 zouden ze trouwen. Vera was toen nog maar zestien jaar oud, Repin was tien jaar ouder. Samen kregen ze drie kinderen, Vera, Joeri en Nadja. Het huwelijk was stormachtig, maar geen succes. Hoewel Sjevtsova mooi, charmant, liefelijk en sympathiek was, was ze intellectueel geen partij voor Repin en door haar directe manier van zich uiten ontstonden er veel ruzies. In 1882 gingen ze uit elkaar, na tien jaar huwelijk. Volgens biografen zouden ze zich echter altijd tot elkaar aangetrokken blijven voelen en bleven ze als vrienden met elkaar omgaan. In 1894 probeerden ze hun relatie nog een keer vlot te trekken, maar mede omdat de reislustige Repin 'weinig thuis was', kwam dat niet meer echt van de grond. In 1900 volgde uiteindelijk een definitieve scheiding.

## Afbeelding

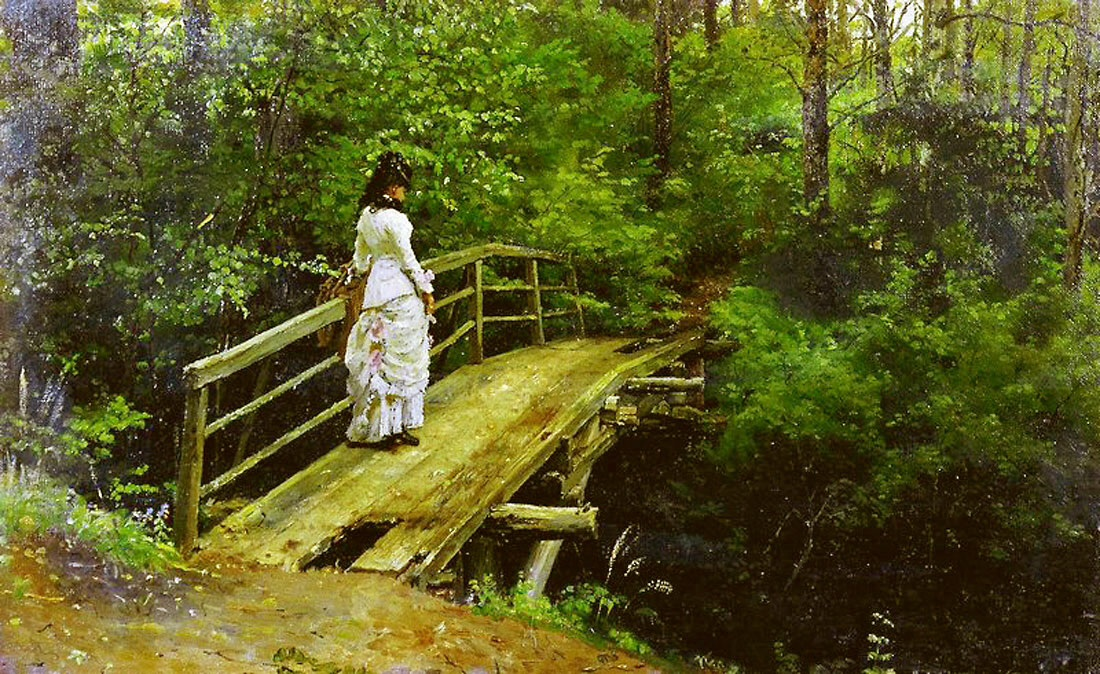
1879, Vera in Abramtsevo, waar Repin vaak schilderde met 'De Zwervers'.

Halverwege de negentiende eeuw waaide de stroming van de realistische schilderkunst vanuit Frankrijk ook over naar Rusland. Haar meest belangrijke vertegenwoordiger werd Ilja Repin. Als lid van de 'Zwervers' schilderde hij veel landschappen en historische taferelen. Al snel groeide hij echter ook uit tot de belangrijkste Russische portrettist van zijn generatie. De rijke Moskouse koopman Pavel Michaillovitsj Tretjakov, oprichter van de beroemde Moskouse galerie die nog steeds zijn naam draagt, werd zijn mecenas en droeg zorg voor de opdrachten.

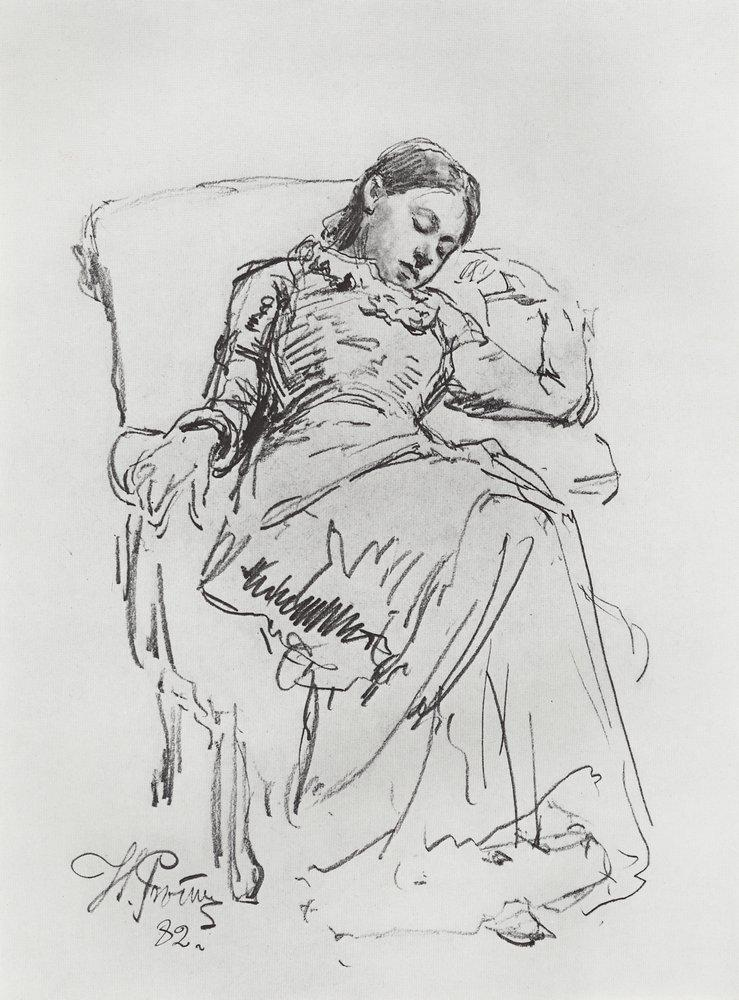
Studie, 1882

Repins vroege portretten, tot midden jaren 1880, waren echter nog niet in opdracht gemaakt en betroffen veelal privé-weergaven van zijn gezin. Een van de bekendste werken uit die periode is De rustpauze. waarop hij zijn vrouw Vera nagenoeg levensgroot afbeeldt terwijl ze in een leunstoel in slaap is gevallen. Ze is jong en knap, heeft een donkerrode jurk met roesjes aan, reikend tot aan haar enkels, met daaronder donkere enkellaarsjes, geheel conform de mode uit die tijd.
Repin etaleert in dit portret zijn subtiele vaardigheden als portrettist en vooral ook zijn talent om de sfeer van het voorbijgaande moment te vangen. Zijn realistische stijl kenmerkt zich door een bijzonder gevoel voor detail en voor psychologische diepgang. De beeltenis is met een uitzonderlijke precisie uitgewerkt, waarbij de textuur van het kleed tot een bijna tastbare exactheid door de lichtinval wordt versterkt. "Hij creëert een symfonie van donkere rood- en bruintinten welke herinnert aan Titiaans kleurbehandeling", schreef kunsthistoricus Ingo Walther over dit portret, "Elke toon en nuance wordt volledig uitgediept, gemengd en weloverwogen contrasterend tegenover de huid en het textielweefsel geplaatst".
Vera slaapt in een wijnrode stoel die perfect aansluit bij de kleur van haar kleed. Haar ogen zijn gesloten en haar ingedutte houding is nog steeds elegant, bijna perfect gracieus, haar benen gekruist, met haar hoofd ondersteuning zoekend op haar linkerhand. Repin portretteert haar tijdens een moment van rust, een pauze. Hij doet dat als een stille observator, maar geenszins indiscreet of als een indringer. Hij beeldt haar eerder af met een bijna voelbaar grote liefde, hetgeen des te opvallender is in de wetenschap dat Repin en zijn vrouw kort daarna uit elkaar zouden gaan.

## Andere portretten van Vera

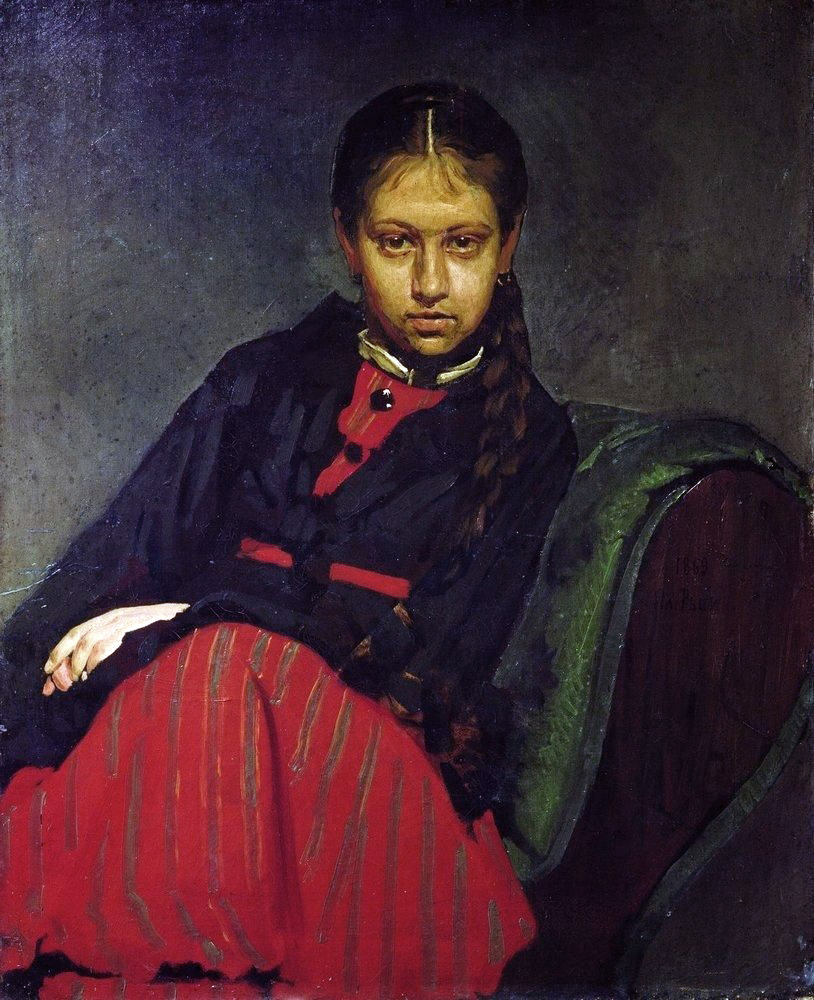
Portret door Repin, 1869
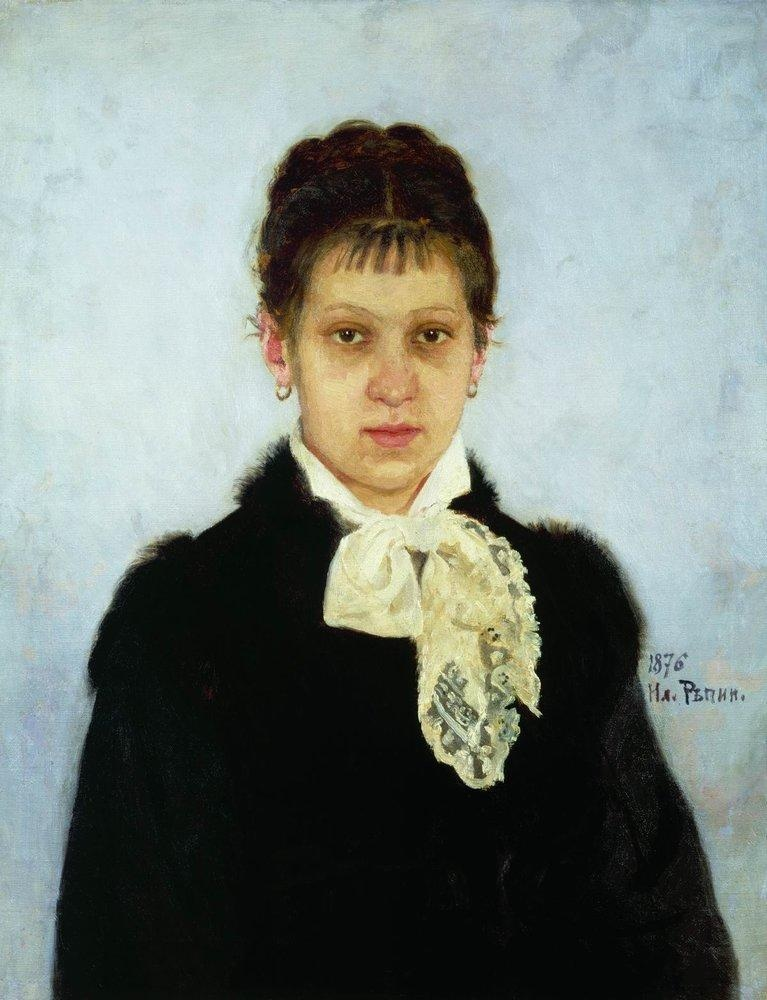
Portret door Repin, 1876
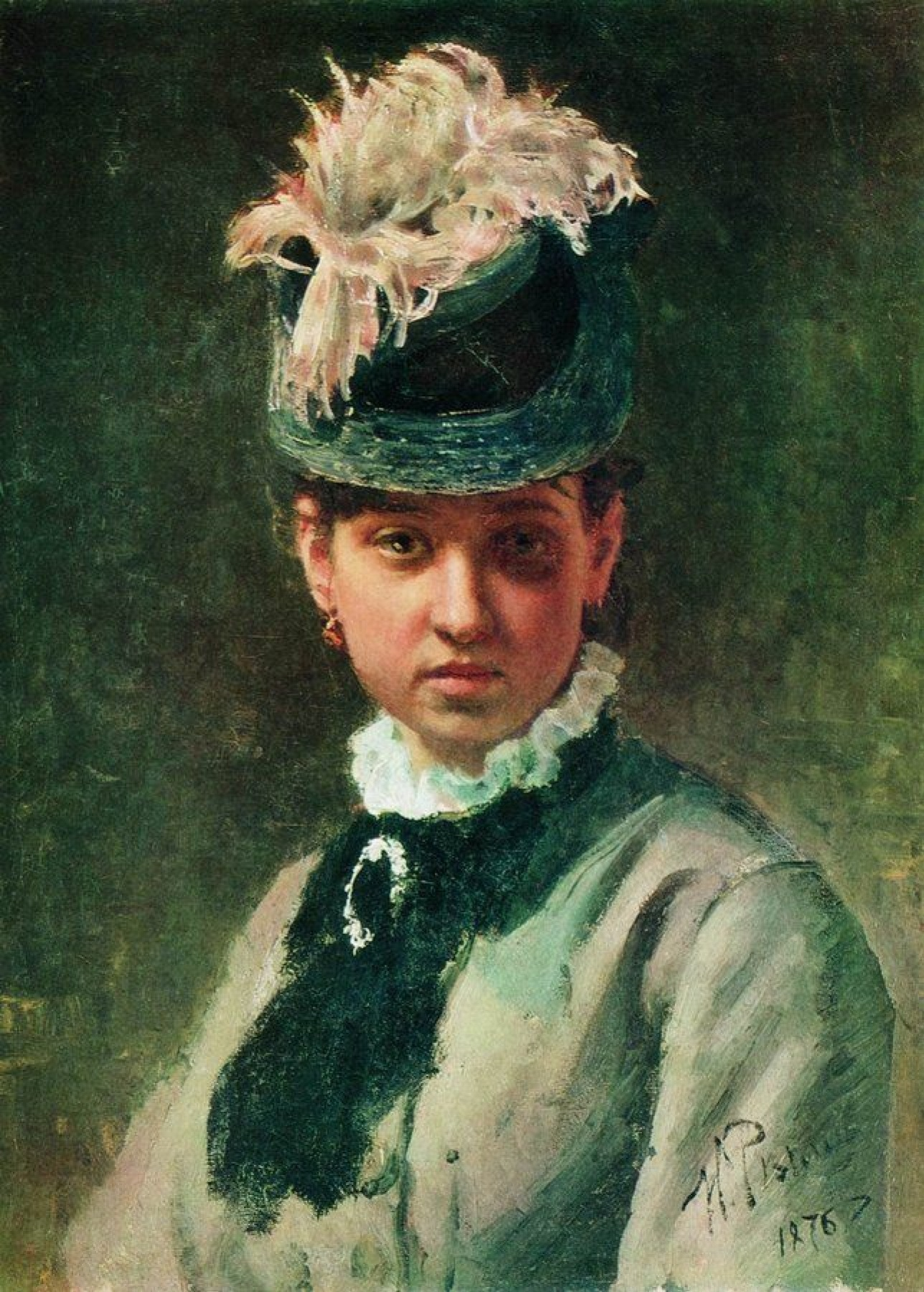
Portret door Repin, 1876
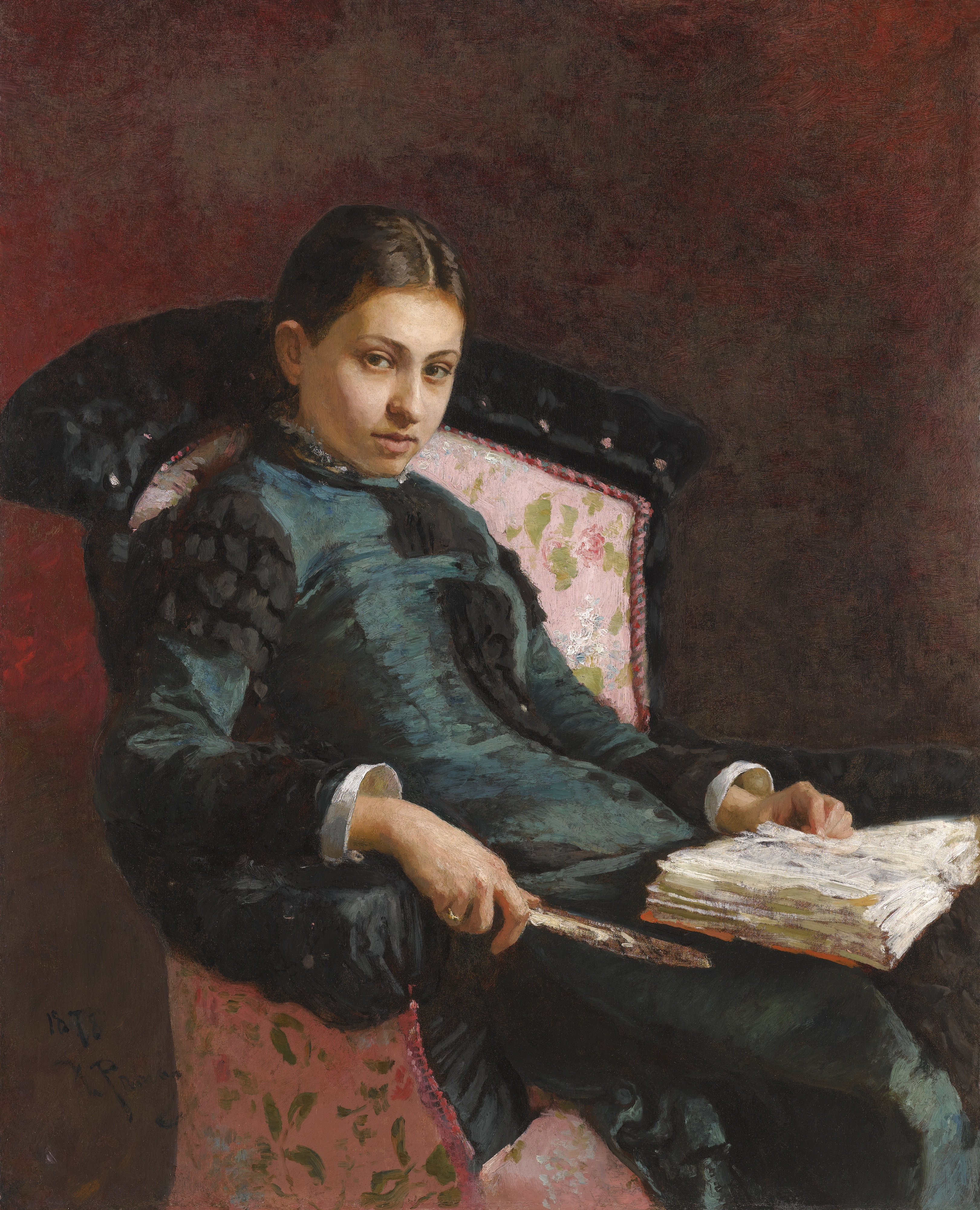
Portret door Repin, 1878
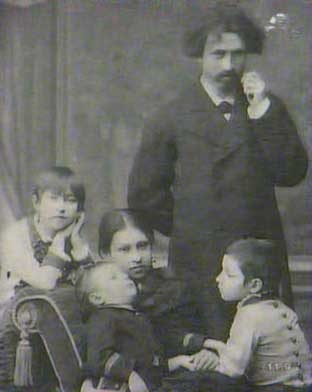
Repin, Vera en hun kinderen Vera, Joeri en Nadja, fotoportret ca. 1880